# Paragorgia whero
Paragorgia whero är en korallart som beskrevs av Evangelina A. Sánchez 2005. Paragorgia whero ingår i släktet Paragorgia och familjen Paragorgiidae. Inga underarter finns listade i Catalogue of Life.